# 茶杯頭
《茶杯頭》（又译作）是一款由StudioMDHR Entertainment開發與發行的跑動射擊兼平台類遊戲，2017年9月29日於Windows和Xbox One平台發售。之後於2018年10月推出MacOS版，2019年4月18日推出任天堂Switch版本，2019年9月26日登陆電動汽車特斯拉車載系統，2020年7月28日推出PlayStation 4版本。2022年6月，游戏推出了DLC，名为《茶杯头：美味的最后一道菜》。
玩家扮演遊戲同名角色茶杯頭（Cuphead）或马克杯人（Mugman），由於在賭場老板惡魔处欠下債務而被惡魔命令執行討債工作来抵偿，因此前去和各種敵人與BOSS戰鬥。遊戲本身受到諸如弗萊舍工作室、早期的迪士尼等1930年代卡通作品的啟發，並試圖繼承這些早期作品中充滿顛覆性與超現實主義的風格。
2022年2月，由本作改编的动画《The Cuphead Show!》的第一季在Netflix上映，第二季动画于2022年8月上映。

## 遊戲玩法

《茶杯頭》的遊戲畫面，圖中顯示在雙人合作模式中兩位玩家正與BOSS進行戰鬥

該作是一款跑動射擊類遊戲，玩家扮演一位茶杯擬人化的遊戲同名角色「茶杯頭」或「馬克杯人」。茶杯頭可使用各種類似魔法的子彈來射擊敵人，也可裝備道具來強化自身能力。遊戲中沒有死亡次數限制，可以無限次接關，然而只要受傷少量次數就會死亡。茶杯頭擁有一種類似招架（parry）的特殊技巧，當遇到某些粉紅色物體時可以進行招架動作並累積技能槽的數值，技能槽累積一定程度後便能施各種特殊絕招。遊戲關卡設計方面具有少量自由度的關卡路線和流程順序，玩家可在一張世界大地圖中走動探索，在地圖上可與NPC互動、在商店中購買道具、選擇挑戰關卡或BOSS。本作的BOSS戰與關卡是各自獨立的，不需要先完成關卡後才能和BOSS對戰。遊戲內容主要偏重於大量的BOSS戰，而非橫向捲軸式的關卡，BOSS戰與橫向卷軸關卡的比重大約是75%比25%。遊戲也提供雙人合作模式.第二位玩家可操作角色馬克杯人（Mugman）一同闖關。

## 開發
茶杯頭是MDHR工作室娱乐公司（英語：StudioMDHR Entertainment Inc.）所製作的第一款遊戲。该獨立遊戲工作室的创始人是查德·摩登豪尔（英語：Chad Moldenhauer）和杰瑞德·摩登豪尔（英語：Jared Moldenhauer）兩兄弟，另外杰克·克拉克（英語：Jake Clark）也參與了遊戲中額外的動畫製作。該作的開發始於2010年，當時少數幾位製作成員在多倫多和薩斯喀徹溫省兩地的家中各自進行開發，日後才陸續有更多人加入製作團隊。本作的畫面風格受到弗萊舍工作室、早期迪士尼卡通作品，以及烏布·伊沃克斯（代表作：米老鼠）、格里姆·纳特威克（貝蒂娃娃）、Willard Bowsky（大力水手）等卡通製片家的啟發。Chad Moldenhauer曾把弗萊舍工作室比喻為他「藝術風格的地磁北極」。另外在遊戲設計方面也受到不少老遊戲的影響，諸如《銀河快槍手》、《魂斗羅 Spirits》、《魂斗羅 鐵血兵團》、《超級瑪利歐世界》、《快打旋風III》、《洛克人元祖系列》、《閃電出擊》系列等作品。本作的動畫技術跟1930年代的卡通較類似，遊戲中的圖像幾乎都是以手繪方式來繪製，開發者之一的Chad Moldenhauer過去曾在平面設計領域工作過，負責手繪本作的動畫與背景，而Jared Moldenhauer則負責處理其他事務。
摩登豪尔兄弟在童年時觀看了不少1930年代的卡通，不過他們是透過購買或收到他人贈送的家用錄影帶才偶然接觸到這些早期卡通。童年時期相比家中的其他兄弟姊妹，這兩兄弟的關係較為親密，而他們也在遊戲體驗方面分享了各自的審美口味與偏好。2000年时，他們開始嘗試製作類似《茶杯頭》的遊戲，但因缺乏開發資源而沒有繼續下去，直到2010年獨立遊戲《超級肉食男孩》的成功才促使他們選擇再次嘗試製作遊戲。此外，茶杯頭這個角色形象最初的靈感源自於一部1934年的日本政治宣傳動畫《オモチャ箱シリーズ第3話 絵本一九三六年》，片中出現一位頭部為茶杯造型並變形成坦克的男子。而後摩登豪尔兄弟憑著此靈感不斷嘗試創造出一個理想的角色形象，包含戴著禮帽的河童、盤子頭等等約150種不同的方案。
2013年10月25日，MDHR工作室首度釋出遊戲預告短片並預定遊戲於2014年推出。在2014年E3遊戲展的Xbox發表會上釋出正式宣傳影片並將發售日改為2015年。2014年7月當時遊戲僅開發到40%的完成度。2015年E3遊戲展時宣布發售日改為2016年。2016年10月製作組宣布遊戲將延期到2017年發售。2017年6月11日E3遊戲展上宣布發售日確定是同年9月29日。
於2019年3月21日任天堂舉行的「Nindies Showcase Spring 2019」公開經Xbox遊戲工作室協助移植開發版本於2019年4月18日在任天堂Switch上發售。

首度推出在XONE與PC以外遊戲平台 ，在推出Switch版本一年後的2020年7月28日推出PS4版本，令遊戲在相同世代發售中的遊戲平台均有發行。

## 發行
遊戲於2017年9月29日在Windows和Xbox One平台發售，支援Xbox Play Anywhere服務。2018年10月19日，游戏推出了MacOS版本。
2018年E3遊戲展上，官方宣布預計於2019年推出首部追加下載內容「The Delicious Last Course」，包含新的可操作角色、新關卡、新BOSS與武器。之后由于2019年新冠病毒的流行，延后了到2022年6月底推出。
2019年3月21日，在任天堂舉行的「Nindies Showcase Spring 2019」直播中宣布將於2019年4月18日推出任天堂Switch版，未來也計畫將Xbox LIVE功能擴展到Switch版。此外在Switch版發售當天，全平台都將免費更新一些新內容，包含支援簡體中文字幕。同年6月，电动车制造商特斯拉宣布未来将会移植本作到旗下车型Model 3、Model S和Model X上，届时车主将可以通过车内的显示屏外接手柄进行游戏。2019年9月26日，本作登陆特斯拉车载平台。2020年7月28日，开发组宣布游戏即日起登陆PlayStation 4平台。

## 評價
| 汇总媒体   | 得分                                           |
| ---------- | ---------------------------------------------- |
| Metacritic | PC：88/100 NS：87/100 XONE：86/100 PS4：86/100 |

| 媒体           | 得分   |
| -------------- | ------ |
| Destructoid    | 9.5/10 |
| 电子游戏月刊   | 9.5/10 |
| GamesRadar+    | [ 37 ] |
| GameSpot       | 8/10   |
| Giant Bomb     | [ 39 ] |
| IGN            | 8.8/10 |
| PC Gamer美国   | 86/100 |
| Polygon        | 8.5/10 |
| VideoGamer.com | 8/10   |

《茶杯頭》於發售前便受到不少矚目，在2015年E3展上獲得了IGN網站設立的最佳Xbox One遊戲獎項，同年的Gamescom遊戲展上獲得了該展的最佳獨立遊戲獎。
發售後普遍來說頗受好評，在Metacritic網站上PC版獲得了88分的媒體平均分數、任天堂Switch版获得了87分的平均分数、而Xbox One版及PS4版則獲得了86分的平均分數。各大遊戲媒體基本上都給出了不錯的評分。有些媒體對於其獨特的畫風大加讚賞，同時也強調遊戲具有高難度的挑戰性，但並非不合理的刁難。

### 獎項
| 年份 | 獎項                    | 類別                 | 結果 | 參考資料                                         |
| ---- | ----------------------- | -------------------- | ---- | ------------------------------------------------ |
| 2017 | 金搖桿獎                | 最佳視覺設計         | 獲獎 | [ 48 ]                                           |
| 2017 | 金搖桿獎                | Xbox年度遊戲         | 獲獎 | [ 48 ]                                           |
| 2017 | 遊戲大獎                | 最佳美術指導         | 獲獎 | [ 49 ] [ 50 ]                                    |
| 2017 | 遊戲大獎                | 最佳獨立遊戲         | 獲獎 | [ 49 ] [ 50 ]                                    |
| 2017 | 遊戲大獎                | 最佳初次亮相獨立遊戲 | 獲獎 | [ 49 ] [ 50 ]                                    |
| 2017 | 遊戲大獎                | 最佳音樂             | 提名 | [ 49 ] [ 50 ]                                    |
| 2017 | 遊戲大獎                | 最佳動作遊戲         | 提名 | [ 49 ] [ 50 ]                                    |
| 2017 | IGN Best of 2017 Awards | 年度遊戲             | 提名 | [ 51 ] [ 52 ] [ 53 ] [ 54 ] [ 55 ] [ 56 ] [ 57 ] |
| 2017 | IGN Best of 2017 Awards | 最佳PC遊戲           | 提名 | [ 51 ] [ 52 ] [ 53 ] [ 54 ] [ 55 ] [ 56 ] [ 57 ] |
| 2017 | IGN Best of 2017 Awards | 最佳Xbox One遊戲     | 獲獎 | [ 51 ] [ 52 ] [ 53 ] [ 54 ] [ 55 ] [ 56 ] [ 57 ] |
| 2017 | IGN Best of 2017 Awards | 最佳平台遊戲         | 提名 | [ 51 ] [ 52 ] [ 53 ] [ 54 ] [ 55 ] [ 56 ] [ 57 ] |
| 2017 | IGN Best of 2017 Awards | 最佳美術指導         | 獲獎 | [ 51 ] [ 52 ] [ 53 ] [ 54 ] [ 55 ] [ 56 ] [ 57 ] |
| 2017 | IGN Best of 2017 Awards | 最佳原創音樂         | 提名 | [ 51 ] [ 52 ] [ 53 ] [ 54 ] [ 55 ] [ 56 ] [ 57 ] |
| 2017 | IGN Best of 2017 Awards | 最佳多人遊戲         | 提名 | [ 51 ] [ 52 ] [ 53 ] [ 54 ] [ 55 ] [ 56 ] [ 57 ] |
| 2017 | Steam大獎               |                      | 獲獎 | [ 58 ]                                           |
| 2017 | Steam大獎               | 「」                 | 獲獎 | [ 58 ]                                           |

### 銷售
遊戲發售後首週Steam版本的銷量推估超過30萬套，發售後兩週官方公布全平台銷量超過100萬套。2017年12月銷量達到200萬套。DLC发售后不到两周时间，各平台总销量达到了100万套。

## 脚注
1. ↑   在系统更新的第10版當中，內建的Tesla Arcade開始提供本遊戲的特製版。
2. ↑  DLC中增加了第三位可操作角色圣杯小姐（Ms. Chalice）

## 外部連結
- 官方网站（英文）